# Народный художник Латвийской ССР
Народный художник Латвийской ССР (латыш. Latvijas PSR tautas mākslinieks) — почётное звание Латвийской ССР, которое присваивалось латвийским советским мастерам изобразительного искусства, чьи произведения заслужили исключительную профессиональную оценку и получили всенародное признание. Было утверждено Указом Президиума Верховного Совета Латвийской ССР, наряду с почётными званиями «Народный артист Латвийской ССР», «Народный писатель Латвийской ССР» и Народный поэт Латвийской ССР.
Первым награждённым стал в 1945 году скульптор Теодор Залькалнс — профессор и заведующий кафедрой скульптуры в Государственной академии художеств Латвийской ССР.

## Народные художники Латвийской ССР
Звания «Народный художник Латвийской ССР» в разные годы были удостоены:
- Артур Апинис (1974)
- Борис Берзиньш (1989)
- Джемс Бодниекс (1975)
- Николай Брейкш (1971)
- Александра Бриеде (1955)
- Лев Буковский (1976)
- Волдемар Валдманис (1963)
- Эдгар Вардаунис (1976)
- Гирт Вилкс (1966)
- Теодор Залькалнс (1945)
- Индулис Зариньш (1977)
- Эдгар Илтнерс (1973)
- Эдуард Калниньш (1963)
- Валдис Калнрозе (1970)
- Гунар Кроллис (1979)
- Артур Лапиньш (1954)
- Янис Лиепиньш (1964)
- Херберт Ликумс (1969)
- Эмил Мелдерис (1964)
- Карлис Миесниекс (1955)
- Хайм Рысин (1975)
- Лео Свемпс (1957)
- Арий Скриде (1966)
- Джемма Скулме (1976)
- Ото Скулме (1959)
- Карлис Суниньш (1972)
- Майя Табака (1989)
- Янис-Роберт Тилбергс (1955)
- Конрад Убанс (1959)
- Петерис Упитис(1965)
- Рудольф Хеймратс (1976)
- Гедерт Элиас (1962)